# Igis
Igis (Reto-Romaans: Eigias; Italiaans (verouderd): Egino) is een plaats en voormalige gemeente in het Zwitserse kanton Graubünden en maakt deel uit van het district Landquart.
Igis telt 7008 inwoners.

## Geschiedenis
Op 1 januari 2012 fuseerde de gemeente met Mastrils tot de gemeente Landquart.
- Gemeinsame Normdatei: 4488570-2
- Historisch woordenboek van Zwitserland: 001598
- Historical Dictionary of Switzerland#Lexicon_Istoric_Retic: 248
- Virtual International Authority File: 237441322
- WorldCat: E39PBJtrVpRdfDBdR4GbhrBHG3